# Świecie nad Wisłą
Świecie nad Wisłą – nieczynna stacja kolejowa w Świeciu, w województwie kujawsko-pomorskim, w Polsce.
Na stacji znajduje się dwustanowiskowa lokomotywownia, która np. w 1934 jako stacja trakcyjna podlegała Oddziałowi Mechanicznemu w Bydgoszczy; w 1941 jako Lokbf Schwetz podległa Zakładowi Kolejowemu Bydgoszcz Gł. (Bw Bromberg Hbf).
Tory zostały rozebrane w roku 2010.